# Brezovica Žumberačka
Brezovica Žumberačka je naselje na Hrvaškem, ki upravno spada pod mesto Ozalj Karlovške županije. Nahaja se tik ob slovensko hrvaški meji in meji s slovensko Brezovico pri Metliki, s katero de facto tvori enotno vas.

## Hrvaška eksklava
Posebnost vasi je del teritorija, ki predstavlja hrvaško eksklavo (in slovensko enklavo). Ta je popolnoma obdana s slovenskima vasema Brezovica pri Metliki ter Malo Lešče. Je približno trikotne oblike, njena površina znaša 1,83 hektara, obseg pa 974 metrov. Na njej se nahajajo tri hišne številke. Ozemlje ni posebej pod policijskim nadzorom, tako da je prehod med slovensko in hrvaško Brezovico prost.

## Demografija
| Pregled števila prebivalcev po letih | Pregled števila prebivalcev po letih | Pregled števila prebivalcev po letih | Pregled števila prebivalcev po letih | Pregled števila prebivalcev po letih | Pregled števila prebivalcev po letih | Pregled števila prebivalcev po letih | Pregled števila prebivalcev po letih | Pregled števila prebivalcev po letih | Pregled števila prebivalcev po letih | Pregled števila prebivalcev po letih | Pregled števila prebivalcev po letih | Pregled števila prebivalcev po letih | Pregled števila prebivalcev po letih | Pregled števila prebivalcev po letih |
| ------------------------------------ | ------------------------------------ | ------------------------------------ | ------------------------------------ | ------------------------------------ | ------------------------------------ | ------------------------------------ | ------------------------------------ | ------------------------------------ | ------------------------------------ | ------------------------------------ | ------------------------------------ | ------------------------------------ | ------------------------------------ | ------------------------------------ |
| 1857                                 | 1869                                 | 1880                                 | 1890                                 | 1900                                 | 1910                                 | 1921                                 | 1931                                 | 1948                                 | 1953                                 | 1961                                 | 1971                                 | 1981                                 | 1991                                 | 2001                                 |
| 0                                    | 0                                    | 0                                    | 14                                   | 17                                   | 0                                    | 0                                    | 0                                    | 46                                   | 53                                   | 28                                   | 36                                   | 26                                   | 27                                   | 32                                   |